# Misturatosphaeria uniseriata
Misturatosphaeria uniseriata är en svampart som beskrevs av Mugambi, A.N. Mill. & Huhndorf 2009. Misturatosphaeria uniseriata ingår i släktet Misturatosphaeria och familjen Lophiostomataceae.   Inga underarter finns listade i Catalogue of Life.